# Лорика

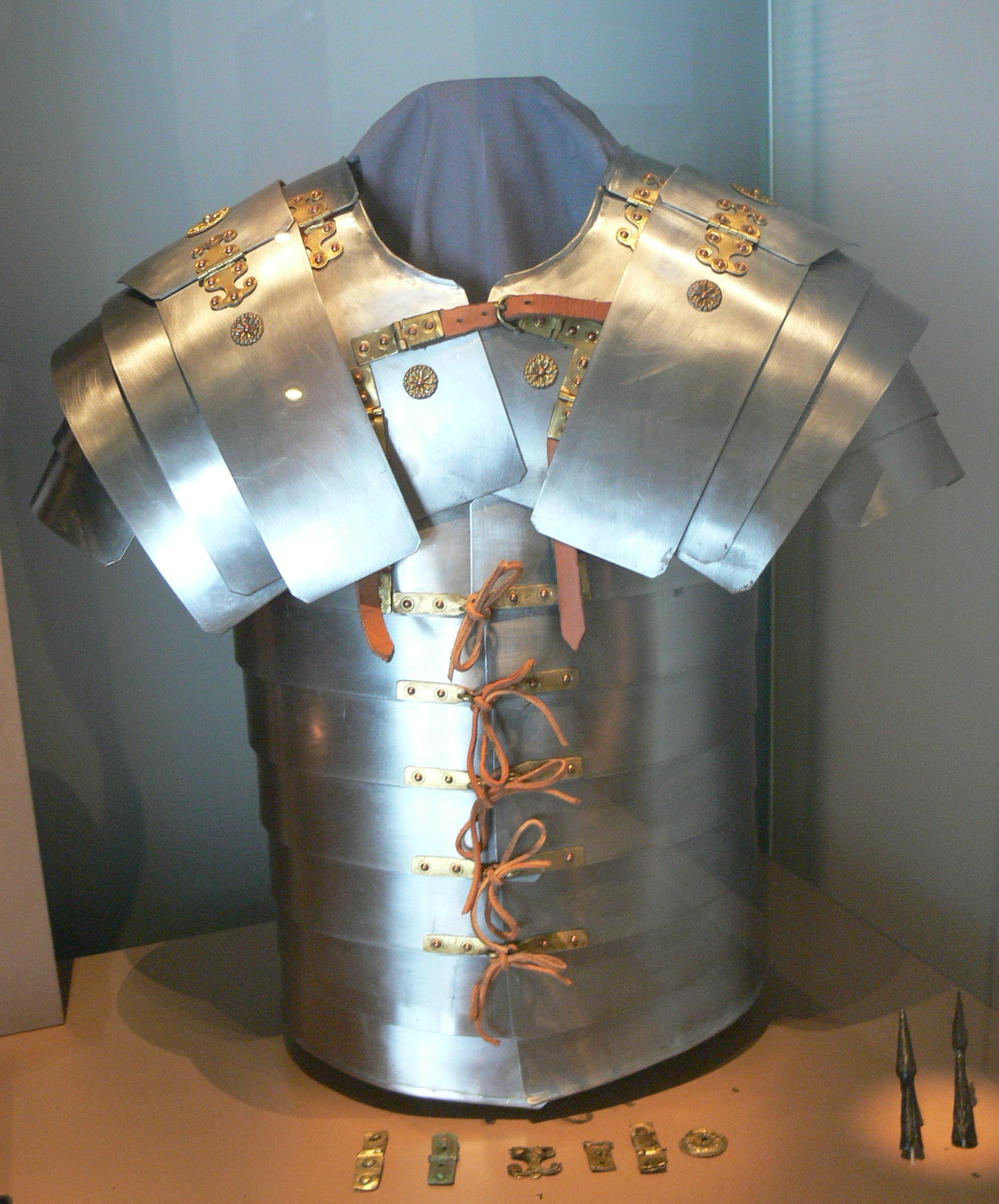
Лорика сегментата

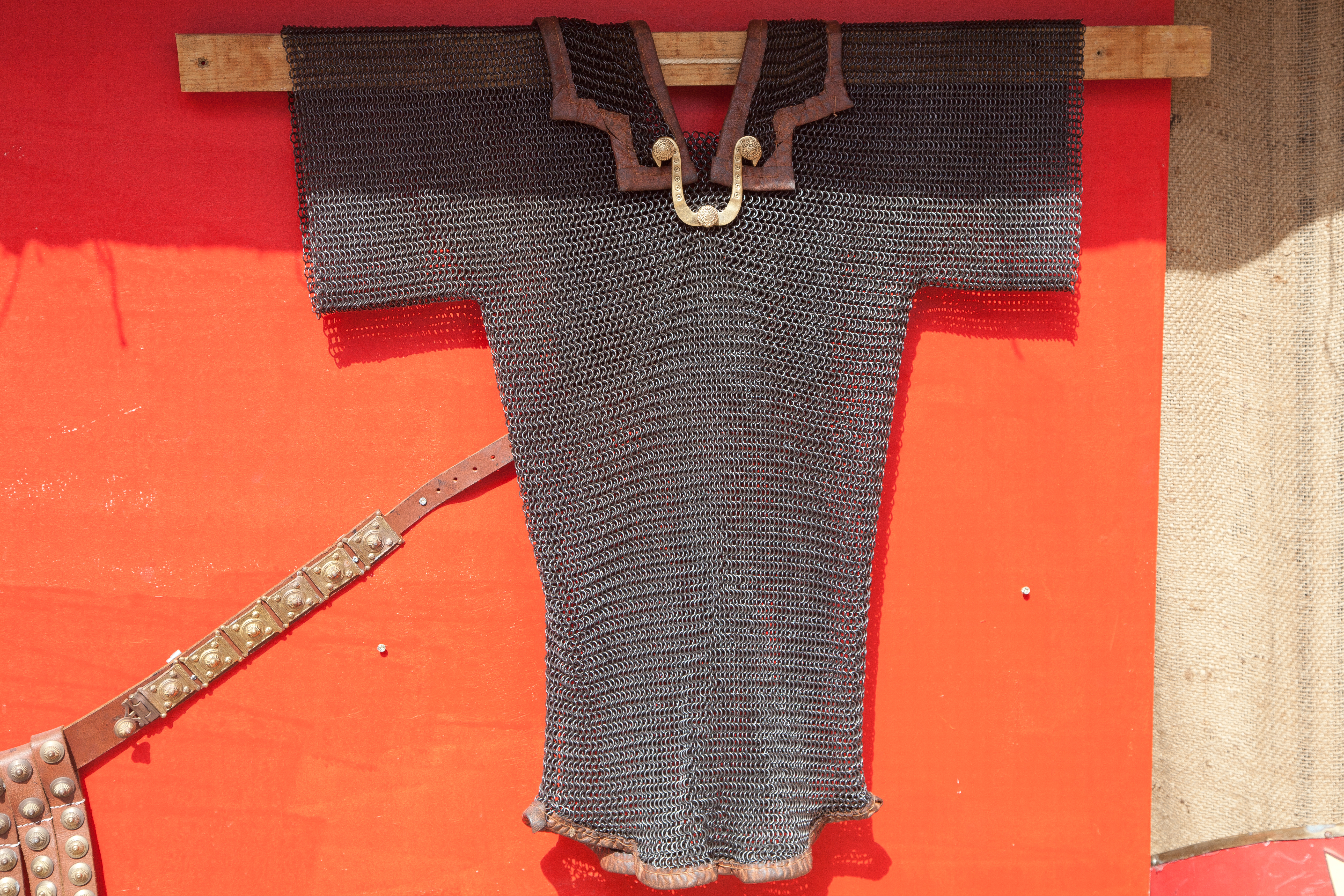
Лорика гамата

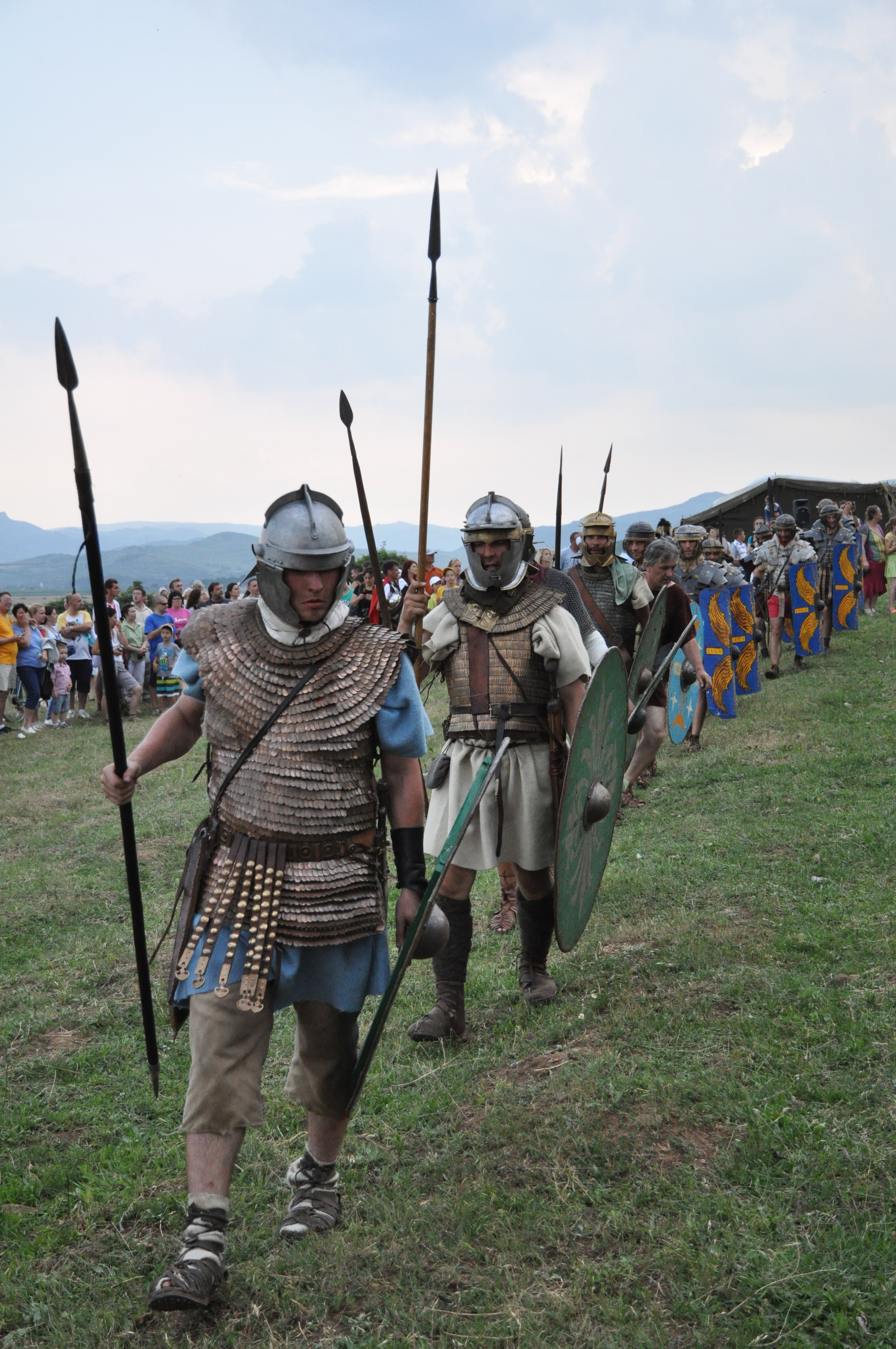
Лорика сквамата

Лори́ка (лат. lorica) — загальна назва панцирів, що були в ужитку в Стародавньому Римі. Походження слова lorica не зовсім ясне, але зазвичай його вважають похідним від lōrum («шкіряний ремінь», див. також «лорарій»), що пов'язується з первісним матеріалом для давньоримських панцирів.

## Історія
Згідно з Титом Лівієм, слово lorica вживалося щодо шкіряних нагрудників, у той час як металеві називалися грецьким словом thorax, але більшість авторів підтримують думку, що термін lorica лорика означав обладунок для захисту тулуба.
Легіонери періоду Імперії носили лорика сегментата — лорики з металевих смуг (laminae), які закривали груди і спину, а також лорика гамата — кольчужні обладунки (відомі також як molli lorica catena — «м'яка кільчата лорика»), або лорика лінтеа — обладунки з кількох шарів цупкої тканини, вимочених у солі з оцтом.

## Типи
- Лорика гамата (lorica hamata) — давньоримська кольчуга
- Лорика лінтеа (lorica lintea) — давньоримський панцир з кількох шарів лляної тканини, аналогічний давньогрецькому лінотораксу
- Лорика мускулата (lorica musculata) — давньоримська анатомічна кіраса (складалася з нагрудної та наспинної пластин зі зображенням м'язового рельєфу)
- Лорика плюмата (lorica plumata) — давньоримський лускатий панцир на кольчужній основі
- Лорика сегментата (lorica segmentata) — панцир з поперечних металевих смуг (штаб)
- Лорика серта (lorica serta) — давньоримський панцир з пластин, з'єднаних кільцями
- Лорика сквамата (lorica squamata) — давньоримський лускатий панцир на тканинній основі